# Joaquín de Eguía
Joaquín de Eguía y Unzueta (Bilbao, 1903 - Liverpool, 1956) fue un capitán de la marina mercante española que al declararse la Guerra Civil fue nombrado por el Gobierno provisional vasco, jefe de la Marina de Guerra Auxiliar de Euzkadi integrada en el Ejército Vasco que combatió a los sublevados. Tras la derrota que supuso la batalla de Santander en agosto de 1937, se estableció en Francia donde ayudó a la acogida de refugiados. Al final de la guerra se exilió en el Reino Unido, participando como piloto de combate de la Real Fuerza Aérea Británica en la Guerra Mundial.